# آبشار یاسو
آبشار یاسو (به لاتین: Yasu Falls) یک آبشار در ژاپن است که در کیتا-آکیتا، آکیتا واقع شده‌است.